# Ben Healy
Ben Healy (Kingswinford, 11 settembre 2000) è un ciclista su strada irlandese che corre per il team EF Education-EasyPost.
Professionista dal 2022, ha vinto una tappa al Giro d'Italia (nel 2023) e una al Tour de France (nel 2025).

## Palmarès
- 2018 (Juniores)

2ª tappa, 2ª semitappa Internationale Juniorendriedaagse (Sluiskil > Sluiskil)
Campionati irlandesi, Prova a cronometro Junior
- 2019 (Trinity Racing, una vittoria)

5ª tappa Tour de l'Avenir (Espalion > Saint-Julien-Chapteuil)
- 2020 (Trinity Racing, tre vittorie)

4ª tappa Ronde de l'Isard d'Ariège (Betchat > Saint-Girons)
Campionati irlandesi, Prova a cronometro Under-23
Campionati irlandesi, Prova in linea Elite
- 2021 (Trinity Racing, una vittoria)

10ª tappa Giro d'Italia Giovani Under 23 (San Vito al Tagliamento > Castelfranco Veneto)
- 2022 (EF Education-EasyPost, una vittoria)

Campionati irlandesi, Prova a cronometro Elite
- 2023 (EF Education-EasyPost, cinque vittorie)

3ª tappa Settimana Internazionale di Coppi e Bartali (Forlì > Forlì)
Gran Premio Industria e Artigianato
8ª tappa Giro d'Italia (Terni > Fossombrone)
Campionati irlandesi, Prova in linea Elite
3ª tappa Giro del Lussemburgo (Mertert > Vianden)
- 2024 (EF Education-EasyPost, una vittoria)

5ª tappa Giro di Slovenia (Šentjernej > Novo Mesto)
- 2025 (EF Education-EasyPost, due vittorie)

5ª tappa Giro dei Paesi Baschi (Orduña > Guernica)
6ª tappa Tour de France (Bayeux > Vire Normandie)

### Altri successi
- 2017 (Juniores)

Classifica giovani Ronde des Vallées
Classifica scalatori Giro di Basilicata
Classifica giovani Giro di Basilicata
- 2023 (EF Education-EasyPost)

Classifica giovani Settimana Internazionale di Coppi e Bartali
Classifica giovani Région Pays de la Loire Tour
- 2025 (EF Education-EasyPost)

Premio della combattività Tour de France

## Piazzamenti

### Grandi Giri
- Giro d'Italia

2023: 55º
- Tour de France

2024: 27º
2025: 9º

### Classiche monumento
- Liegi-Bastogne-Liegi

2022: ritirato
2023: 4º
2024: 27º
2025: 3º
- Giro di Lombardia

2023: 30º
2024: 49º

### Competizioni mondiali
- Campionati del mondo

Innsbruck 2018 - Cronometro Junior: 14º
Innsbruck 2018 - In linea Junior: 25º
Yorkshire 2019 - Cronometro Under-23: 15º
Yorkshire 2019 - In linea Under-23: 50º
Imola 2020 - In linea Elite: ritirato
Fiandre 2021 - In linea Under-23: 100º
Fiandre 2021 - Cronometro Under-23: 31º
Glasgow 2023 - In linea Elite: ritirato
Glasgow 2023 - Cronometro Elite: 26º
Zurigo 2024 - In linea Elite: 7º
- Giochi olimpici

Parigi 2024 - In linea: 10º

### Competizioni continentali
- Campionati europei

Zlín 2018 - Cronometro Junior: 14º
Zlín 2018 - In linea Junior: ritirato
Alkmaar 2019 - Cronometro Under-23: 23º
Alkmaar 2019 - In linea Under-23: 25º
Plouay 2020 - Cronometro Under-23: 16º
Monaco di Baviera 2022 - Cronometro Elite: 6º